# P.M.
Pour les articles homonymes, voir Widmer.
P.M. est le pseudonyme de Hans E. Widmer, un écrivain suisse-allemand né en 1947, surtout connu pour avoir écrit l'essai écologiste et anticapitaliste Bolo'bolo. Il est également l'auteur d'une langue construite, l'asa'pili, utilisée dans Bolo'bolo.

## Publications
- Weltgeist Superstar, 1980  (ISBN 3878771401)
- Tripura Transfer, 1982  (ISBN 387877172X) (traduction française : Éditions Zoé, 1985)
- Bolo'bolo, Zürich, Paranoia City, 1986 ; réédition : Salorino, Edizioni L'Affranchi, 1987, 192 p.
- Amberland, 1989
- Olten – alles aussteigen, 1991
- Europa 1992
- Lego 1994
- Die Schrecken des Jahres 1000, 1996
- Rotpunktverlag, 1997
- Voisinages et Communs, Paris, L'éclat, coll. « Premier secours », 2016, 192 p. (ISBN 978-2-84162-392-1)[2]